# Леме (Рио де Жанеиро)
Леме (крма на португалском) је четврт у Рио де Жанеиру, у његовој јужној зони. Налази се између четврти Копакабана, Урка и Ботафого. Четврт је добила име по брду Педра ди Леме (које има изглед бродске крме).
У овој се четврти налази и хотел познатог француског ланца хотела Ле Меридијен (Le Méridien), одакле је својевремено испаљиван ватромет за вријеме новогодишње прославе на плажи Копакабане.